# Расстрел демонстрации в Одалене
Расстрел рабочей демонстрации в Одалене (швед. skotten i Ådalen) — серия событий, развернувшихся в округе Одален, муниципалитет Крамфорс (en:Kramfors Municipality), провинция Онгерманланд (ныне лен Вестерноррланд), Швеция в мае 1931 года. Во время протестной демонстрации 14 мая войска, вызванные для подкрепления немногочисленной полиции, убили 5 демонстрантов. События приобрели общенациональный масштаб и стали причиной образования Национальной полиции Швеции.

## Предыстория
Чтобы поддержать рабочих на фабрике по переработке древесной массы в Лонгрёре, которым администрация снизила оплату, рабочие других заводов устроили забастовку в их поддержку. Герхард Верстег, владелец компании Graninge, нанял около 60 штрейкбрехеров, которые 12 мая прибыли в деревню Lunde в округе Одален.
Рабочие начали мирную манифестацию протеста в Крамфорсе и дошли до завода Sandviken к северу от города, где они напали на некоторых штрейкбрехеров. Поскольку полиция оказалась неспособной остановить нападения, окружная администрация приняла решение вызвать военное подразделение из Соллефтео для защиты штрейкбрехеров. Когда войска прибыли поздно вечером 13 мая, их встретили манифестанты, которые, по ряду утверждений, бросали в них камни.

## Столкновения
14 мая профсоюз провёл ещё одну манифестацию, во время которой рабочие, участвовавшие в ней, решили полностью прекратить работу на всех деревообрабатывающих предприятиях в Одалене, то есть устроить всеобщую забастовку. По окончании манифестации несколько тысяч участников отправились к месторасположению штрейкбрехеров в деревне Люнде, где последние находились под защитой войск. Когда манифестанты прибыли в деревню, кавалерийский отряд безуспешно пытался задержать их. В ходе столкновений как минимум один военный упал с лошади, а другой начал делать предупредительные выстрелы в воздух, пока остальные военные отступали. Командир отряда капитан Нильс Местертон позднее утверждал, что звук выстрелов и вид крови на упавших военных привёл его к убеждению, что у манифестантов было оружие. Находясь на расстоянии менее 100 метров от манифестантов, он приказал войскам стрелять, и солдаты начали, целясь в условную линию на земле примерно на полпути между ними и демонстрантами. Тем не менее, некоторые пули срикошетили в демонстрантов, которые стали разбегаться, после чего капитан приказал открыть огонь из пулемётов. Погибли 4 манифестантов и один посторонний наблюдатель, и ещё пятеро было ранено. Позднее следствие установило, что ни один из рабочих не был вооружён.
Ранее в тот же день администрация округа постановила запретить штрейкбрехерам выходить на работу, однако демонстранты не знали об этом решении в момент расстрела.

## Следствие и суд
События вызвали общенациональный резонанс, в котором стороны заняли диаметрально противоположные позиции. Левые назвали расстрел «убийством», тогда как правые утверждали, что военных вынудили стрелять, чтобы защитить себя и «добровольных рабочих» от гнева толпы. Авторы ряда публикаций в левой прессе были осуждены за нарушение ограничений, наложенных конституционным Актом о свободе прессы Крупные демонстрации прошли в Стокгольме..
Губернатор округа был судим, но оправдан. Капитан Местертон и капитан Бекман были первоначально осуждены военным трибуналом, но оправданы по апелляции, что подтвердил Верховный суд Швеции. Сержанты Раск и Таппер, стрелявшие из пулемёта, также были отданы под суд, поскольку перемещались с заряженным оружием в нарушение устава. Раск был оправдан, а Таппер признан виновным и приговорён к 3 дням ареста с утратой оплаты за эти дни.
С другой стороны, ряд демонстрантов получили суровые приговоры: Аксель Нордстрём, которого сочли организатором, получил два с половиной года каторжных работ. Ни раненые, ни семьи убитых не получили никаких компенсаций.

## Последствия
Правительство во главе с К. Г. Экманом сместило губернатора округа и инициировало расследование инцидента. Следственная комиссия, в состав которой входили представители как компаний, так и профсоюзов, позднее пришли к выводу, что военные были крайне неподготовлены к поддержанию общественного порядка в подобных ситуациях. Использование оружия против гражданских лиц подверглось более жёсткому регулированию, но не отменялось парламентом вплоть до 1969 г., несмотря на сложившийся после того политический консенсус о неприменении армии против гражданских лиц.
Косвенным последствием широкого общественного недовольства внутренней политикой (в том числе трудового законодательства) либералов стал приход к власти социал-демократов в следующем 1932 г., которые продержались у власти несколько десятилетий.
Об Одаленских событиях вспомнили после теракта 11 сентября 2001 г. в США при рассмотрении в парламенте вопроса о том, в какой мере армия может поддерживать полицию.
Во время событий 1931 года закон не предполагал вызов полицейского подкрепления из другого округа, поэтому единственной возможной мерой для сдержания крупномасштабных беспорядков представлялся вызов армии, которая, в свою очередь, не была обучена иметь дело с гражданскими протестами и воспринимала любой беспорядок как прямую агрессию. Инцидент показал неадекватность подобного подхода и привёл к формированию национальной полиции в 1933 году.

## Массовая культура
В 1969 г. шведский режиссёр Бу Видерберг отразил события в фильме en:Ådalen 31 (в США вышел под названием «Одаленский бунт», Adalen Riots). Отчасти благодаря этому фильму Одаленские события до сих пор широко известны в Швеции и нередко приводятся в сравнение при обсуждении подобных массовых беспорядков, например, столкновений между полицией и манифестантами во время саммита ЕС в Гётеборге в 2001 году.
Также инцидент упоминается несколько раз в шведской комедии 1979 года en:Repmånad.